# Takasaki-Linie
| Triebzug der Baureihe E231-1000 auf der Takasaki-Linie |                   |                         |                        |
| |                   |                         |                        |
| Streckenlänge: | 74,7 km           |                         |                        |
| Spurweite: | 1067 mm (Kapspur) |                         |                        |
| Stromsystem: | 1500 V =          |                         |                        |
| Streckengeschwindigkeit: | 120 km/h          |                         |                        |
| Zweigleisigkeit: | ganze Strecke     |                         |                        |
| |                   |                         |                        |
| \| \| \| Tōhoku-Hauptlinie \| 1883– \| \| \| \| Keihin-Tōhoku-Linie \| 1932– \| \| \| \| Saikyō-Linie \| 1985– \| \| \| \| Tōhoku-Shinkansen \| 1985– \| \| \| \| Seibu Ōmiya-Linie \| 1906–1941 \| \| \| 0,0 \| Ōmiya (大宮) 1885– \| Ōmiya (大宮) 1885– \| \| \| \| \| \| \| \| \| Tōbu Noda-Linie \| 1929– \| \| \| \| Tōhoku-Hauptlinie \| 1885– \| \| \| \| Tōhoku-Shinkansen \| 1982– \| \| \| \| New Shuttle \| 1983– \| \| \| \| Kawagoe-Linie \| 1940– \| \| \| \| \| \| \| \| 4,0 \| Miyahara (宮原) \| 1948– \| \| \| 8,2 \| Ageo (上尾) \| 1883– \| \| \| 9,9 \| Kita-Ageo (北上尾) \| 1988– \| \| \| 11,8 \| Okegawa (桶川) \| 1885– \| \| \| \| Ken-Ō-Autobahn \| \| \| \| 16,4 \| Kitamoto (北本) \| 1918– \| \| \| 20,0 \| Kōnosu (鴻巣) \| 1883– \| \| \| 24,3 \| Kita-Kōnosu (北鴻巣) \| 1984– \| \| \| 27,3 \| Fukiage (吹上) \| 1885– \| \| \| \| Gyōda-Pferdebahn \| 1900–1923 \| \| \| 28,6 \| Gyōda (行田) \| 1966– \| \| \| \| Jōetsu-Shinkansen \| 1982– \| \| \| \| Chichibu-Hauptlinie \| 1921– \| \| \| \| \| \| \| \| 34,4 \| Kumagaya (熊谷) \| 1883– \| \| \| \| \| \| \| \| \| \| \| \| \| \| Kami-Kumagaya (上熊谷) \| \| \| \| \| Tōbu Kumagaya-Linie \| 1943–1983 \| \| \| \| Chichibu-Hauptlinie \| 1921– \| \| \| 39,3 \| Güterbahnhof Kumagaya \| 1979– \| \| \| \| Mikajiri-Linie \| 1979– \| \| \| 41,0 \| Kagohara (籠原) \| 1909– \| \| \| \| Abstellanlage \| \| \| \| 45,8 \| Fukaya (深谷) \| 1883– \| \| \| 50,1 \| Okabe (岡部) \| 1909– \| \| \| \| Koyama-gawa \| \| \| \| 55,7 \| Honjō (本庄) \| 1883– \| \| \| \| Straßenbahn Honjō \| 1915–1930 \| \| \| 59,7 \| Jimbohara (神保原) \| 1897– \| \| \| \| Kanna-gawa \| \| \| \| 64,2 \| Shinmachi (新町) \| 1883– \| \| \| \| Nukui-gawa \| \| \| \| \| Kan’etsu-Autobahn \| \| \| \| \| Hachikō-Linie \| 1931– \| \| \| \| Karasu-gawa \| \| \| \| \| Iwahana-Kleinbahn \| 1917– \| \| \| 70,3 \| Kuragano (倉賀野) \| 1894– \| \| \| 72,2 \| Rangierbahnhof Takasaki \| 1943– \| \| \| \| \| \| \| \| \| \| \| \| \| \| Depot Takasaki \| \| \| \| \| \| \| \| \| \| \| \| \| \| \| Jōshin-Linie \| 1897– \| \| \| 74,7 \| Takasaki (高崎) \| 1884– \| \| \| \| Tōbu Ikaho-Straßenbahn \| \| \| \| \| Shin’etsu-Hauptlinie \| 1885– \| \| \| \| Hokuriku-Shinkansen \| 1997– \| \| \| \| Jōetsu-Shinkansen \| 1982– \| \| \| \| Jōetsu-Linie \| 1921– \| |                   |                         |                        |
| Strecke · Strecke |                   | Tōhoku-Hauptlinie       | 1883–                  |
| Strecke · Strecke · Strecke |                   | Keihin-Tōhoku-Linie     | 1932–                  |
| Strecke · Strecke · Strecke nach halbrechts · Strecke nach halbrechts |                   | Saikyō-Linie            | 1985–                  |
| Strecke · Abzweig geradeaus und von halblinks · Strecke von halblinks und von halbrechts · Strecke von halblinks und von halbrechts |                   | Tōhoku-Shinkansen       | 1985–                  |
| Strecke · Strecke · Tunnelanfang · Strecke · U-Bahn-Kopfbahnhof Streckenanfang und quer (Strecke außer Betrieb) |                   | Seibu Ōmiya-Linie       | 1906–1941              |
| | 0,0               | Ōmiya (大宮) 1885–      | Ōmiya (大宮) 1885–     |
| Kopfbahnhof Streckenanfang · Strecke · Strecke (im Tunnel) · Strecke · U-Bahn-Strecke |                   |                         |                        |
| Strecke nach rechts · Strecke · Strecke (im Tunnel) · Strecke |                   | Tōbu Noda-Linie         | 1929–                  |
| Strecke quer · Abzweig geradeaus und nach rechts · Tunnelende · Strecke |                   | Tōhoku-Hauptlinie       | 1885–                  |
| Strecke quer · Kreuzung geradeaus unten · Kreuzung geradeaus unten · Strecke nach rechts |                   | Tōhoku-Shinkansen       | 1982–                  |
| U-Bahn-Strecke quer · Kreuzung mit U-Bahn geradeaus unten · Kreuzung mit U-Bahn geradeaus unten · U-Bahn-Strecke quer · U-Bahn-Strecke nach rechts |                   | New Shuttle             | 1983–                  |
| Strecke · Strecke nach links |                   | Kawagoe-Linie           | 1940–                  |
| Verschwenkung von rechts |                   |                         |                        |
| Bahnhof | 4,0               | Miyahara (宮原)         | 1948–                  |
| Bahnhof | 8,2               | Ageo (上尾)             | 1883–                  |
| Haltepunkt / Haltestelle | 9,9               | Kita-Ageo (北上尾)      | 1988–                  |
| Bahnhof | 11,8              | Okegawa (桶川)          | 1885–                  |
| |                   | Ken-Ō-Autobahn          |                        |
| Bahnhof | 16,4              | Kitamoto (北本)         | 1918–                  |
| Bahnhof | 20,0              | Kōnosu (鴻巣)           | 1883–                  |
| Haltepunkt / Haltestelle | 24,3              | Kita-Kōnosu (北鴻巣)    | 1984–                  |
| U-Bahn-Haltepunkt / Haltestelle Streckenende und quer (Strecke außer Betrieb) · Bahnhof | 27,3              | Fukiage (吹上)          | 1885–                  |
| Strecke |                   | Gyōda-Pferdebahn        | 1900–1923              |
| Haltepunkt / Haltestelle | 28,6              | Gyōda (行田)            | 1966–                  |
| Strecke von rechts · Strecke |                   | Jōetsu-Shinkansen       | 1982–                  |
| Kreuzung geradeaus oben · Kreuzung geradeaus unten · Strecke quer · Strecke von rechts |                   | Chichibu-Hauptlinie     | 1921–                  |
| Strecke nach links · Kreuzung geradeaus unten · Strecke von rechts · Strecke |                   |                         |                        |
| | 34,4              | Kumagaya (熊谷)         | 1883–                  |
| Strecke |                   |                         |                        |
| |                   |                         |                        |
| Strecke · Haltepunkt / Haltestelle |                   | Kami-Kumagaya (上熊谷)  | Kami-Kumagaya (上熊谷) |
| Kreuzung geradeaus unten (Querstrecke außer Betrieb) · Abzweig geradeaus und ehemals nach rechts |                   | Tōbu Kumagaya-Linie     | 1943–1983              |
| Strecke · Strecke nach links |                   | Chichibu-Hauptlinie     | 1921–                  |
| Dienststation / Betriebs- oder Güterbahnhof | 39,3              | Güterbahnhof Kumagaya   | 1979–                  |
| Abzweig geradeaus und nach links |                   | Mikajiri-Linie          | 1979–                  |
| Bahnhof | 41,0              | Kagohara (籠原)         | 1909–                  |
| Abzweig geradeaus und nach links · Betriebsstelle Streckenende und quer |                   | Abstellanlage           | Abstellanlage          |
| Bahnhof | 45,8              | Fukaya (深谷)           | 1883–                  |
| Bahnhof | 50,1              | Okabe (岡部)            | 1909–                  |
| Brücke über Wasserlauf |                   | Koyama-gawa             | Koyama-gawa            |
| Bahnhof · U-Bahn-Haltepunkt / Haltestelle Streckenanfang und quer (Strecke außer Betrieb) | 55,7              | Honjō (本庄)            | 1883–                  |
| Strecke |                   | Straßenbahn Honjō       | 1915–1930              |
| Bahnhof | 59,7              | Jimbohara (神保原)      | 1897–                  |
| Brücke über Wasserlauf |                   | Kanna-gawa              | Kanna-gawa             |
| Bahnhof | 64,2              | Shinmachi (新町)        | 1883–                  |
| Brücke über Wasserlauf |                   | Nukui-gawa              | Nukui-gawa             |
| |                   | Kan’etsu-Autobahn       |                        |
| Abzweig geradeaus und von links |                   | Hachikō-Linie           | 1931–                  |
| Brücke über Wasserlauf |                   | Karasu-gawa             | Karasu-gawa            |
| Abzweig geradeaus und von rechts |                   | Iwahana-Kleinbahn       | 1917–                  |
| Bahnhof | 70,3              | Kuragano (倉賀野)       | 1894–                  |
| Betriebsstelle Streckenanfang · Strecke | 72,2              | Rangierbahnhof Takasaki | 1943–                  |
| |                   |                         |                        |
| |                   |                         |                        |
| Blockstelle · Strecke |                   | Depot Takasaki          | Depot Takasaki         |
| |                   |                         |                        |
| Strecke von links · Kreuzung geradeaus unten · Strecke quer |                   |                         |                        |
| Strecke · Abzweig geradeaus und von links · Strecke quer |                   | Jōshin-Linie            | 1897–                  |
| U-Bahn-Haltepunkt / Haltestelle Streckenanfang und quer (Strecke außer Betrieb) | 74,7              | Takasaki (高崎)         | 1884–                  |
| Strecke · Strecke |                   | Tōbu Ikaho-Straßenbahn  | Tōbu Ikaho-Straßenbahn |
| Strecke · Abzweig geradeaus und nach links · Strecke quer |                   | Shin’etsu-Hauptlinie    | 1885–                  |
| Strecke nach links · Kreuzung geradeaus unten · Abzweig quer und von rechts |                   | Hokuriku-Shinkansen     | 1997–                  |
| Strecke · Strecke nach links |                   | Jōetsu-Shinkansen       | 1982–                  |
| Strecke |                   | Jōetsu-Linie            | 1921–                  |

Die Takasaki-Linie (jap. 高崎線 Takasaki-sen) ist eine Eisenbahnstrecke auf der japanischen Insel Honshū, die von der Bahngesellschaft JR East betrieben wird. Als Teil der Hauptbahn zwischen der Metropolregion Tokio und dem Nordwesten der Insel verbindet sie Ōmiya in der Präfektur Saitama mit Takasaki in der Präfektur Gunma. Sie ist mit mehreren anderen Linien verknüpft und ist eine der wichtigsten Bahnverbindungen im Norden der Kantō-Ebene.

## Streckenbeschreibung
Die 74,7 km lange Strecke ist in Kapspur (1067 mm) verlegt und mit 1500 V Gleichspannung elektrifiziert. Sie bedient 19 Bahnhöfe, die zulässige Höchstgeschwindigkeit beträgt 95 km/h. Ihr südlicher Ausgangspunkt ist der Bahnhof Ōmiya, der bedeutendste Eisenbahnknoten in der Präfektur Saitama. Hier besteht Anschluss an neun verschiedene Bahnlinien, darunter die Tōhoku-Shinkansen. Zuerst in annähernd nördlicher Richtung durch weitgehend flaches Terrain in der Schwemmebene des Arakawa verlaufend, wendet sich die Strecke allmählich nach Nordwesten. Sie verläuft mit etwas Abstand parallel zur Schnellfahrstrecke Jōetsu-Shinkansen, die im Bahnhof Kumagaya gekreuzt wird. Dort besteht auch Anschluss zu der ebenfalls hier kreuzenden Chichibu-Hauptlinie.
Kurz nach Kumagaya folgt ein Güterbahnhof von JR Freight, während der nachfolgende Bahnhof Kagohara eine große Abstellanlage besitzt. Die Strecke bleibt weiterhin in der Kantō-Ebene, nähert sich nun aber allmählich dem Karasu und vereinigt sich kurz vor dessen Querung mit der Hachikō-Linie. Nach dem vorletzten Bahnhof Kuragano passiert die Strecke einen Rangierbahnhof und ein Depot. Unmittelbar darauf biegt sie nach Norden ab und erreicht den Endbahnhof Takasaki, wo sie in die Jōetsu-Linie übergeht. Dort kann auch zur Jōetsu-Shinkansen, zur Hokuriku-Shinkansen, zur Hachikō-Linie, zur Shin’etsu-Hauptlinie und zur Jōshin-Linie umgestiegen werden.

## Zugangebot
Obwohl die Schnellfahrstrecke Jōetsu-Shinkansen ebenfalls Ōmiya mit Kumagaya und Takasaki verbindet und dadurch den größten Teil des Fernverkehrs auf sich zieht, bleibt die Takasaki-Linie weiterhin eine stark befahrene Strecke (je nach Tageszeit stündlich drei bis zehn Züge je Richtung).
Die Nahverkehrszüge der Takasaki-Linie werden in der Regel in drei Kategorien eingeteilt: solche von oder nach Ueno, solche der Shōnan-Shinjuku-Linie und solche der Ueno-Tokio-Linie. Zwischen Ueno und Ōmiya teilen sie sich die Strecke mit der Utsunomiya-Linie; im Vergleich zur parallel verlaufenden Keihin-Tōhoku-Linie dienen sie de facto als Expresszüge. Züge in Richtung Norden enden meist in Takasaki oder Kagohara, einige auch in Maebashi oder Shin-Maebashi. In Richtung Süden fahren die meisten Züge über die Shōnan-Shinjuku-Linie nach Odawara oder über die Ueno-Tokio-Linie und die Tōkaidō-Hauptlinie nach Atami, wobei einzelne in Ueno enden. Zu den Lokalzügen kommen zwei unregelmäßig verkehrende Schnellzuggattungen hinzu: Die Akagi verbinden Maebashi mit Shinjuku oder dem Bahnhof Tokio, die Kusatsu dienen dem Ausflugsverkehr zwischen Ueno und Naganohara-Kusatsuguchi an der Agatsuma-Linie.

## Bilder

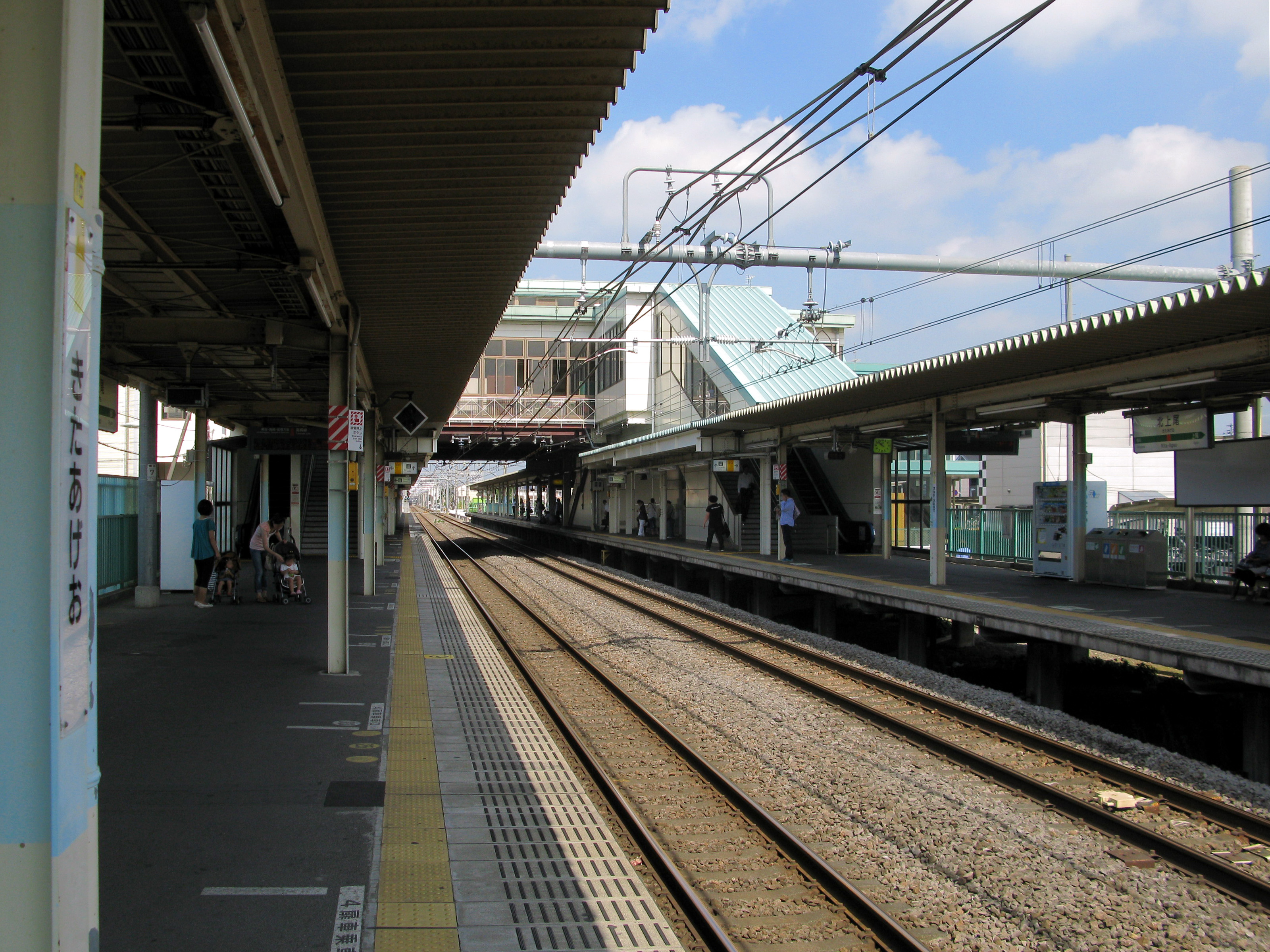
Bahnhof Kita-Ageo
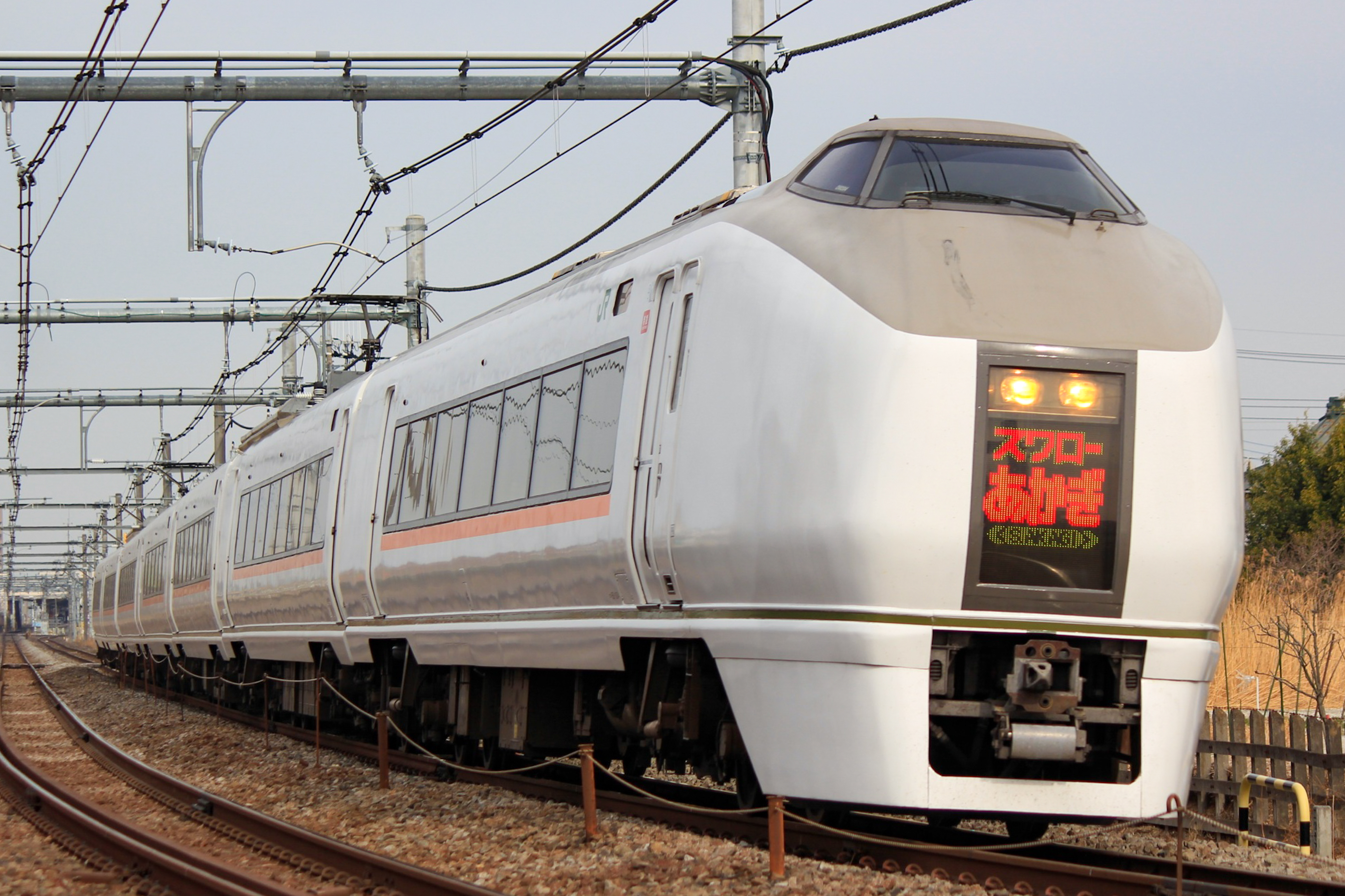
Schnellzug Akagi bei Kōnosu
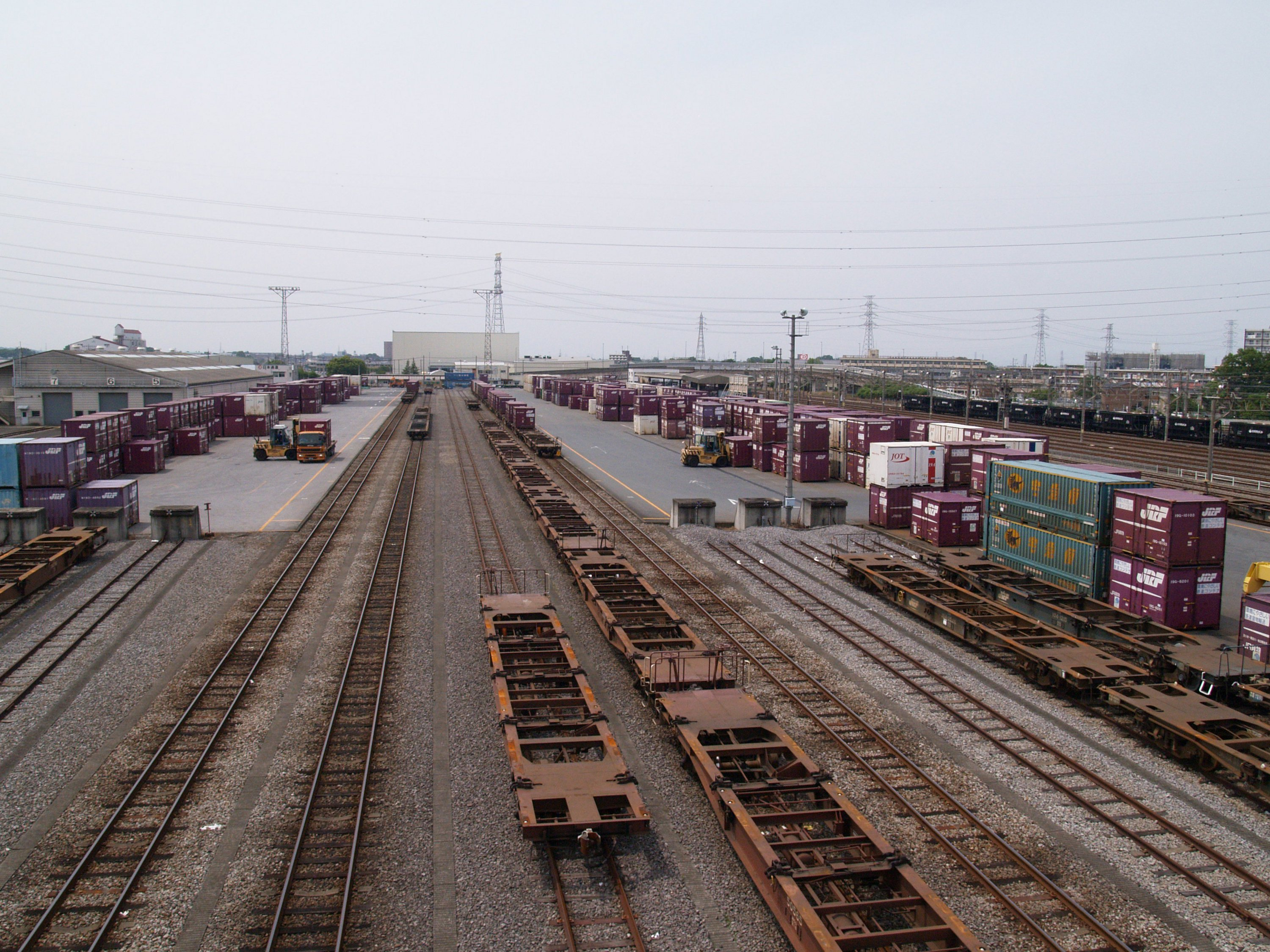
Güterbahnhof Kumagaya
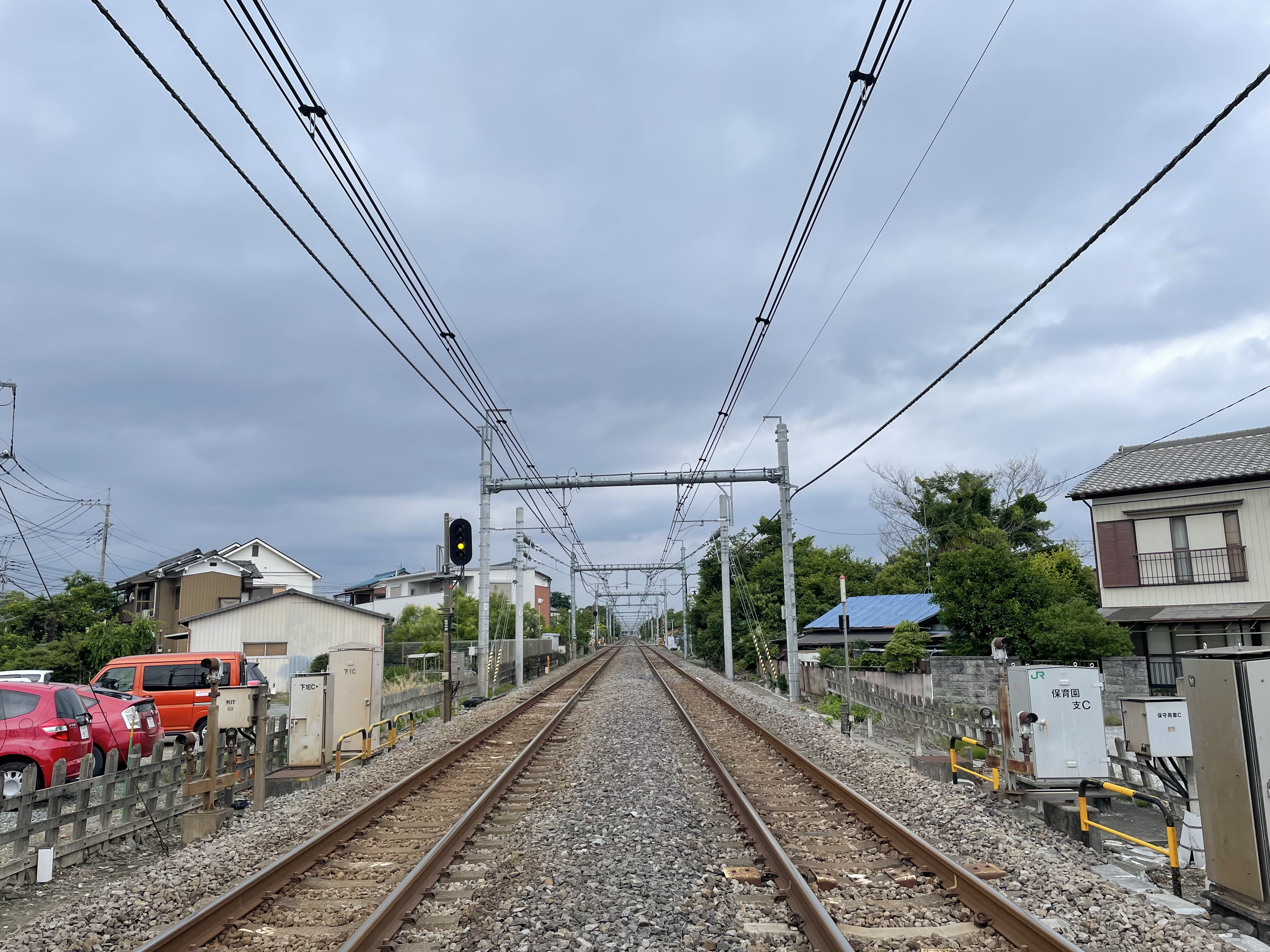
Streckenabschnitt bei Kumagaya
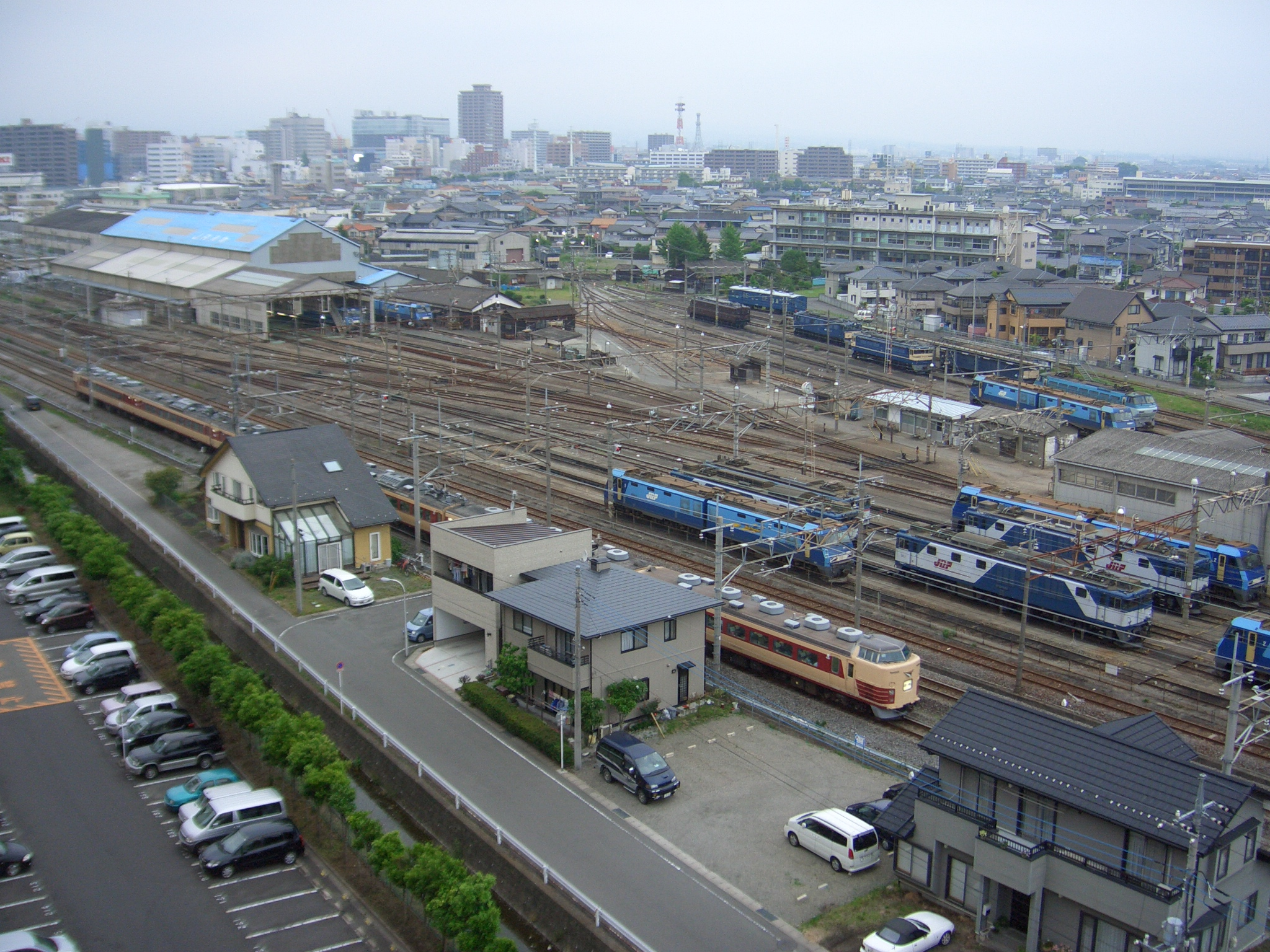
Rangierbahnhof Takasaki

## Geschichte
Nach der Niederschlagung der Satsuma-Rebellion im Jahr 1877 war die Finanzlage des Staates angespannt, weshalb die Regierung beschloss, den staatlichen Eisenbahnbau zunächst auf die Verbindung zwischen Tokio und Kōbe (die heutige Tōkaidō-Hauptlinie) zu beschränken. Weitere Bahnstrecken sollten stattdessen von privaten Bahngesellschaften errichtet und betrieben werden. Die erste war die 1881 gegründete Nippon Tetsudō, an der hauptsächlich wohlhabende ehemalige Daimyōs und Samurais beteiligt waren. Sie plante den Bau eines Streckennetzes, das von Tokio aus nordwestwärts nach Takasaki sowie nordwärts über Sendai und Morioka bis nach Aomori führen sollte. Entsprechende Planungen hatte es bereits 1871 gegeben, konnten aber bisher nicht umgesetzt werden. Da diese Strecken auch für den Staat von hohem Nutzen waren, unterstützte er die Nippon Tetsudō bei der Planung und der Bauausführung, ebenso sicherte er ihr ein Monopol für die erschlossenen Regionen zu. Die Erschließung von Takasaki erschien lukrativ, denn die Region war damals eines der wichtigsten Produktionsgebiete von Seide, einem begehrten Exportprodukt.
Am 28. Juli 1883 erfolgte die Inbetriebnahme der Strecke zwischen den Bahnhöfen Ueno und Kumagaya, mit den Zwischenbahnhöfen Ōji, Urawa, Ageo und Kōnosu. Dabei entspricht der Abschnitt zwischen Ueno und dem damals noch nicht existierenden Bahnhof Ōmiya der späteren Tōhoku-Hauptlinie, während der Rest heute Teil der Takasaki-Linie ist. Im weiteren Verlauf des Jahres kamen zwei Verlängerungen hinzu, am 21. Oktober nach Honjō und am 27. Dezember nach Shinmachi. Der Trennungsbahnhof Ōmiya nahm am 16. März 1884 seinen Betrieb auf, am 1. Mai 1884 war der Bahnhof Takasaki erreicht. Die offizielle Eröffnung durch Kaiser Meiji fand am 25. Juni 1884 statt, als er mit einem Sonderzug von Ueno nach Takasaki fuhr. Schließlich kam am 20. August desselben Jahres der Abschnitt zwischen Takasaki und Maebashi hinzu, der heute zur Jōetsu-Linie und zur Ryōmō-Linie gehört, damals aber Teil der Takasaki-Linie war.
Nachdem der japanische Reichstag das Eisenbahnverstaatlichungsgesetz beschlossen hatte, gingen die Nippon Tetsudō und ihre Strecken am 1. November 1906 in Staatsbesitz über. Zwei Jahrzehnte später baute das Eisenbahnministerium die Strecke in mehreren kurzen Etappen zweigleisig aus. Die Arbeiten begannen im Sommer 1927 und waren am 16. Oktober 1930 abgeschlossen. Bei Takasaki ging am 1. Oktober 1943 ein neuer Rangierbahnhof in Betrieb. Sintflutartige Regenfälle und Erdrutsche, verursacht durch Taifun Kathleen, führten im September 1947 zu Schäden an der Strecke, deren Beseitigung mehrere Wochen dauerte. Am 1. April 1952 elektrifizierte die Japanische Staatsbahn die Takasaki-Linie auf ihrer ganzen Länge und am 1. Oktober 1979 folgte die Eröffnung des Güterbahnhofs Kumagaya. Im Rahmen der Staatsbahnprivatisierung ging die Strecke am 1. April 1987 in den Besitz der neuen Gesellschaft JR East über. 1997 führte die Inbetriebnahme der Hokuriku-Shinkansen zwischen Takasaki und Nagano zu einer deutlichen Verringerung der Anzahl Schnellzüge, die auf der Takasaki-Linie fahren.

## Liste der Bahnhöfe
| Name                 | km   | Anschlusslinien | Lage   | Ort               | Präfektur |
| -------------------- | ---- | --- | ------ | ----------------- | --------- |
| Ōmiya (大宮)         | 00,0 | Tōhoku-Shinkansen Jōetsu-Shinkansen Tōhoku-Hauptlinie (Utsunomiya-Linie) Kawagoe-Linie Keihin-Tōhoku-Linie Saikyō-Linie Shōnan-Shinjuku-Linie Tōbu Noda-Linie New Shuttle | Koord. | Ōmiya-ku, Saitama | Saitama   |
| Miyahara (宮原)      | 04,0 | | Koord. | Kita-ku, Saitama  | Saitama   |
| Ageo (上尾)          | 08,2 | | Koord. | Ageo              | Saitama   |
| Kita-Ageo (北上尾)   | 09,9 | | Koord. | Ageo              | Saitama   |
| Okegawa (桶川)       | 11,8 | | Koord. | Okegawa           | Saitama   |
| Kitamoto (北本)      | 16,4 | | Koord. | Kitamoto          | Saitama   |
| Kōnosu (鴻巣)        | 20,0 | | Koord. | Kōnosu            | Saitama   |
| Kita-Kōnosu (北鴻巣) | 24,3 | | Koord. | Kōnosu            | Saitama   |
| Fukiage (吹上)       | 27,3 | | Koord. | Kōnosu            | Saitama   |
| Gyōda (行田)         | 29,6 | | Koord. | Gyōda             | Saitama   |
| Kumagaya (熊谷)      | 34,4 | Jōetsu-Shinkansen Chichibu-Hauptlinie | Koord. | Kumagaya          | Saitama   |
| Kagohara (籠原)      | 41,0 | | Koord. | Kumagaya          | Saitama   |
| Fukaya (深谷)        | 45,8 | | Koord. | Fukaya            | Saitama   |
| Okabe (岡部)         | 50,1 | | Koord. | Fukaya            | Saitama   |
| Honjō (本庄)         | 55,7 | | Koord. | Honjō             | Saitama   |
| Jimbohara (神保原)   | 59,7 | | Koord. | Kamisato          | Saitama   |
| Shinmachi (新町)     | 64,2 | | Koord. | Takasaki          | Gunma     |
| Kuragano (倉賀野)    | 70,3 | Hachikō-Linie | Koord. | Takasaki          | Gunma     |
| Takasaki (高崎)      | 74,7 | Hokuriku-Shinkansen Jōetsu-Shinkansen Hachikō-Linie Jōetsu-Linie Shin’etsu-Hauptlinie Shōnan-Shinjuku-Linie Jōshin-Linie                                                  | Koord. | Takasaki          | Gunma     |